# Pere Lacavallería

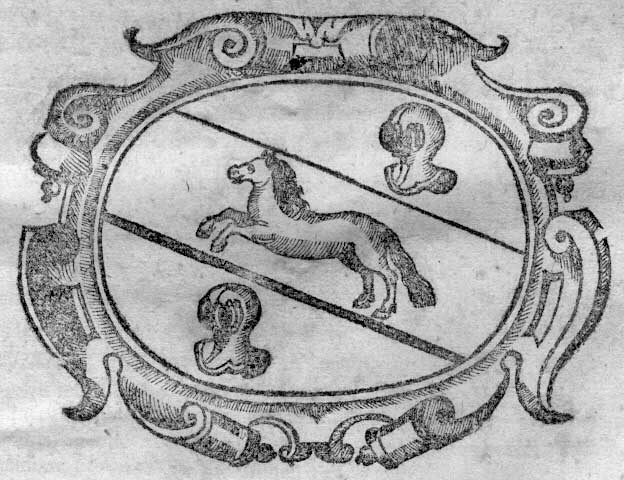
Marca de impresor de Lacavalleria

Pere Lacavallería (Aquitania ¿?-Barcelona, 1645), fue un impresor y lexicógrafo francés del siglo XVII.
A principios de 1628 se trasladó a Perpiñán para imprimir un libro de Andreu Bosch, jurista de esta ciudad: Summari, índex o epitome dels admirables y nobilíssims títols de honor de Cathalunya, Rosselló i Cerdanya, publicado ese mismo año y que constituye una de las obras históricas más destacadas del reinado de Felipe IV. 
Algo después se estableció en Barcelona, en la calle de Arlet. Allí escribió e imprimió un Dictionario castellano… Dictionaire François… Dictionari Catala (Barcelona, 1642, reimpreso por su hijo Antoni en 1647) que se ha atribuido con error a Marcos Fernández. Incluye no sólo un léxico, sino una serie de diálogos, unas sencillas reglas gramaticales, reglas de pronunciación y conjugaciones y algunos vocabularios temáticos simples. Es la única obra que relaciona estas tres lenguas en aquel siglo y fue publicado en el significativo momento de la Guerra dels Segadors, la cual, durante cierto tiempo, llevó a Cataluña a formar parte de Francia. Por ello, el libro va dirigido y lleva privilegio del virrey francés Urban de Maillé, y está escrito en catalán.
Su hijo Antoni Lacavalleria i Dulach continuó el negocio paterno, trasladado a la calle de la Llibreteria. También fue hijo suyo Joan Lacavalleria i Dulach, autor del Gazophylacium Catalano-Latinum.
Su esposa (madre de sus dos hijos) era Isabelle Dulach (sin duda nacida en Barcelona) hija de Pere Joan, tintorera de Barcelona. Matrimonio entre 1630 y 1639.La pareja también tuvo una hija, María 